# République de Mayence
Mars – juillet 1793
Entités précédentes :
- Électorat de Mayence

Entités suivantes :
- République cisrhénane

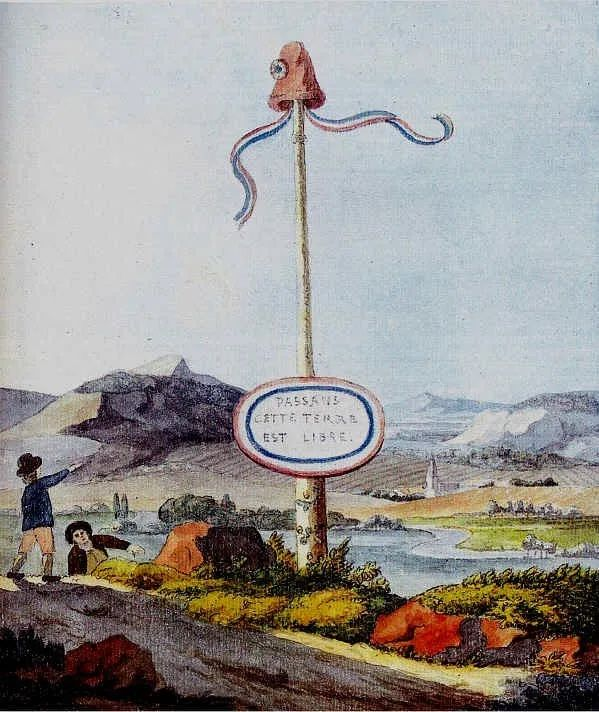
« Freiheitsbaum » à la frontière franco-luxembourgeoise ; Mayence construisit des arbres semblables. Aquarelle de Goethe. Exergue : « Passans, cette terre est libre ».

La république de Mayence (en allemand : Mainzer Republik) fut une éphémère république fondée après sa séparation du Saint-Empire romain germanique en 1793.

## Circonstances
Certains intellectuels de Mayence adhèrent avec enthousiasme aux idées révolutionnaires françaises, entre autres Félix-Antoine Blau, Georg Wilhelm Böhmer), Christoph Friedrich Cotta, Anton-Joseph Dorsch, Georg Forster, Andreas Joseph Hoffmann (en), Adam Lux et Friedrich Georg Pape .
La France révolutionnaire occupant militairement Mayence, ces intellectuels tentent de fonder une république. Une Convention germanique du Rhin est élue. Elle est très peu représentative de la population, qui s'est massivement abstenue lors du vote puisque les pays rhénans, très catholiques, voyant dans la Révolution française une sorte de subversion protestante. Les défaites militaires de la France révolutionnaire, la perte de la ville de Francfort début décembre 1792, ajoutées à la menace d'un siège de Mayence par les Austro-Prussiens, ne sont pas non plus sans conséquence sur la fraîcheur des opinions concernant la Révolution rhénane.

## Décisions
La Convention, présidée par Hoffmann, s'ouvre le 17 mars 1793. Elle proclame la séparation avec le Saint-Empire romain germanique, l'abolition des privilèges du clergé et de la noblesse, mais ne peut assurer une assise suffisante pour créer la république de Mayence. Sur la motion de Forster, président du club des Jacobins mayençais, manipulé par les autorités militaires françaises, la Convention demande sa réunion à la France. Au mois de juillet 1793, le siège par les armées coalisées puis la capitulation de Mayence font annuler cette réunion à la République française.

## Fin
De nouveau investie par les armées françaises en 1794, la ville est libérée par les armées coalisées en octobre 1795. Puis, le traité de Campo Formio (1797) crée la République cisrhénane, ensuite annexée à la France par le traité de Lunéville (1801). En 1814, Mayence redevient allemande pour faire partie de la Confédération germanique.

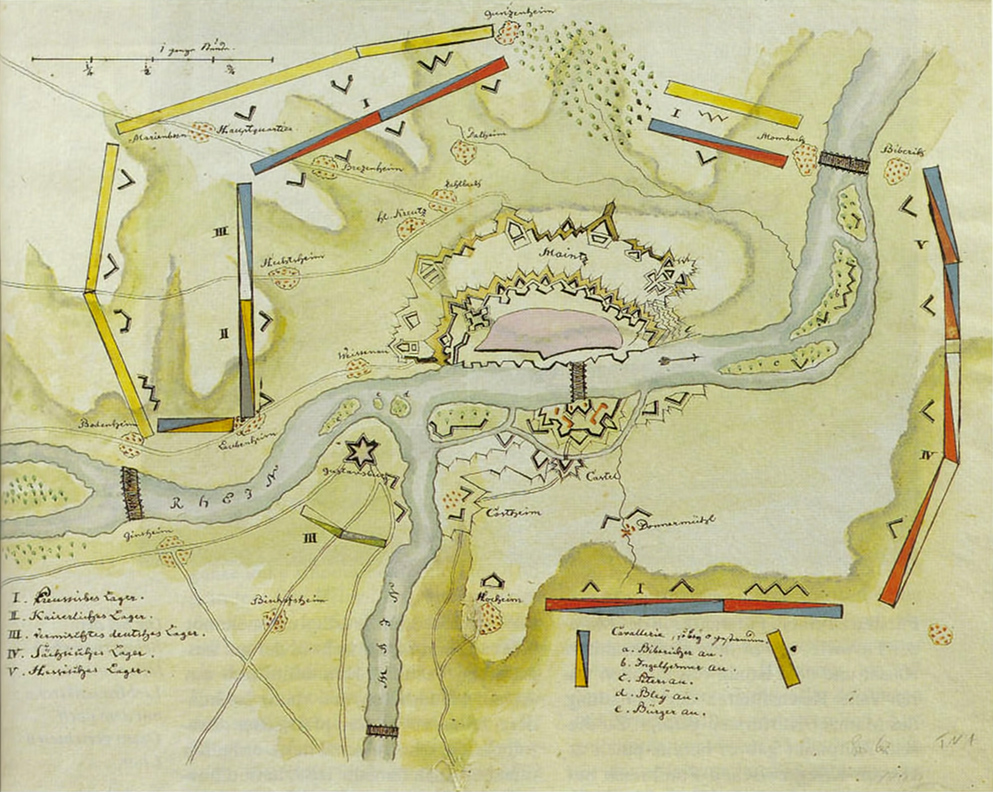

## Sources
Jean Tulard, Jean-François Fayard et Alfred Fierro, Histoire et dictionnaire de la Révolution française. 1789–1799, Paris, éd. Robert Laffont, coll. « Bouquins », 1987, 1998 [détail des éditions] (ISBN 978-2-221-08850-0).

## Littérature
- Michel Vovelle, Les Républiques sœurs sous les regards de la grande nation, Paris, L'Harmattan, 2001.
- Mainz - Die Geschichte der Stadt - Mayence - Histoire de la ville. Éditeurs : Franz Dumont, Ferdinand Scherf, Friedrich Schütz; 1. Aufl.; Éditeur Philipp von Zabern, Mainz 1998.
- Franz Dumont, Une Révolution rurale sur le Rhin? L'exemple de la république de Mayence en 1792/93 en: L'image de Révolution française, Volume II, dirigé par Michel Vovelle, communications présentées lors du Congrès Mondial pour le Bicentenaire de la Révolution. Sorbonne, Paris, 6-12 juillet 1989.
- Alain Ruiz, Interférences franco-allemandes et révolution française, Presses universitaires de Bordeaux, Université Bordeaux III, 1994,  (ISBN 2-86781-152-X).